# Алањон
Алањон (фр. Alagnon) је река у Француској. Дуга је 86 km. Улива се у Алије. 